# Demenza semantica
Con la locuzione demenza semantica o SD (dall'inglese semantic dementia) si fa riferimento ad un particolare tipo di demenza frontotemporale il cui esordio è caratterizzato da una progressiva alterazione del linguaggio.

## Profilo clinico
Differentemente dalla afasia primaria progressiva, nella SD la afasia è di grado moderato in cui non è corrotta la fluenza o la capacità di reperimento delle parole. Piuttosto, vi è una progressiva perdita del significato delle parole, molto spesso associata a parafasie e a prosopoagnosia. Il disinteresse alla cura della persona, gli atteggiamenti perseverativi e la compulsività, identificano questa entità nosologica nell'ambito della demenza frontotemporale. Tale legame è rafforzato dalla presenza di compromissione delle funzioni mnemoniche solo negli stadi tardivi di malattia.

## Profilo diagnostico
Un'accurata indagine anamnestica (demenza insorta nella quarta/quinta decade di vita con alterazioni del linguaggio), associata alla valutazione delle capacità di riconoscimento di parole, può essere sufficiente a suggerire la SD. L'imaging a risonanza magnetica è inoltre in grado di dimostrare l'atrofia del lobo frontale e della porzione anteriore del lobo temporale, distinguendo la SD dalla malattia di Alzheimer. La presenza di inclusioni ubiquitina-positive, TDP-43 positive e tau-negative rafforza la diagnosi.